# Diques de Málaga
Los diques de Málaga son un conjunto de diques de la provincia de Málaga, que se distribuye desde la capital provincial hacia el valle del río Guadalmedina. Está situado en el complejo de La Malaguide. Su formación es de una combinación de rocas plutónicas y de rocas metamórficas. 